# Kreuzkapelle (Duttenberg)

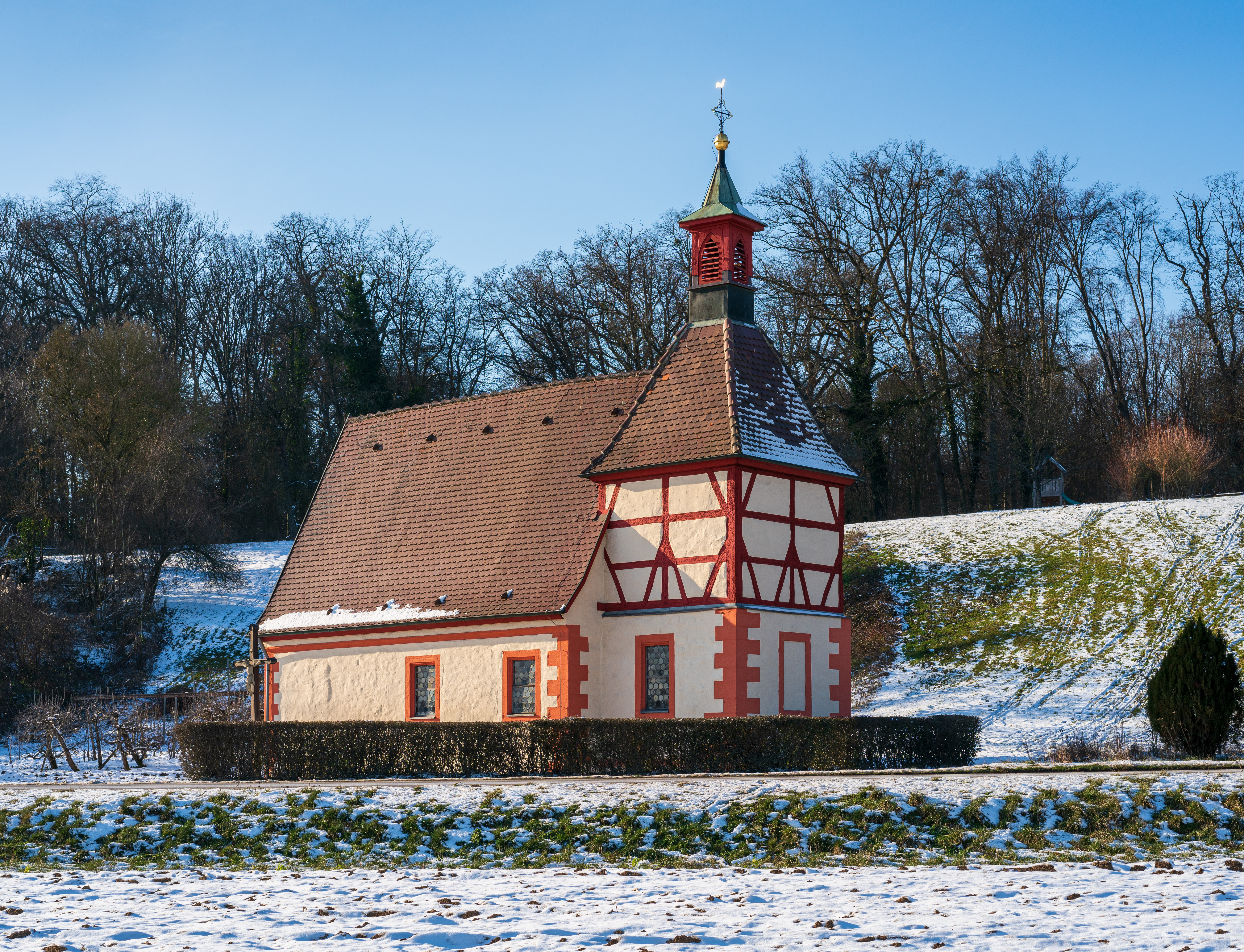
Kreuzkapelle Duttenberg

Die Kreuzkapelle bei Duttenberg, einem Stadtteil von Bad Friedrichshall im Landkreis Heilbronn im nördlichen Baden-Württemberg, war zur Zeit der fränkischen Landnahme die Mutterkirche für die umliegenden Orte. In der Kapelle sind Wandmalereien aus dem 15. Jahrhundert erhalten.

## Geschichte
Der Ort der Kreuzkapelle hatte bereits zur Zeit der Römer und des nahen Neckar-Odenwald-Limes eine Bedeutung, da die Kapelle auf römischem Gemäuer nahe dem Uferkastell Duttenberg errichtet wurde. Der genaue Entstehungszeitraum der Kapelle ist unbekannt, steht aber in engem Zusammenhang mit der fränkischen Besiedelung des Neckarraumes, in deren Zug der Ort Duttenberg 778 erstmals genannt wurde und die Duttenberger Kirche zur Mutterkirche für Offenau und Bachenau, wohl auch für Jagstfeld und Hagenbach wurde. Die Kapelle könnte den ursprünglichen Siedlungskern des um 600 besiedelten Duttenberg markieren, da sich der heutige Ort mit der Kilianskirche knapp einen Kilometer nordöstlich der Kapelle wohl erst um das Jahr 800 beim dortigen Herrensitz (Burg Duttenberg) entwickelte.
Ihre heutige Gestalt erhielt die Kapelle durch Renovierungsmaßnahmen des Deutschen Ordens im 17. oder 18. Jahrhundert. Aus dieser Zeit stammt die farbige Kassettendecke mit Wappen eines Deutschordenskomturs. Vermutlich wurde im Zuge der Umbaumaßnahmen auch eine einstmals vorhandene zweite Türe zugemauert, deren ebenfalls bemalte Laibung im Inneren noch zu sehen ist.
Aus den einstmals zwei Türen glauben Forscher zu schließen, dass die Kapelle einst Ziel bedeutender Wallfahrten gewesen ist. Damit größere Menschenmengen die Kirche ohne Engpässe durchschreiten konnten, wurden ein Eingang und ein separater Ausgang geschaffen. Die Wallfahrten könnten der Verehrung der heiligen Anna und damit verbundenen Bitten um Fruchtbarkeit gegolten haben.

## Ausstattung

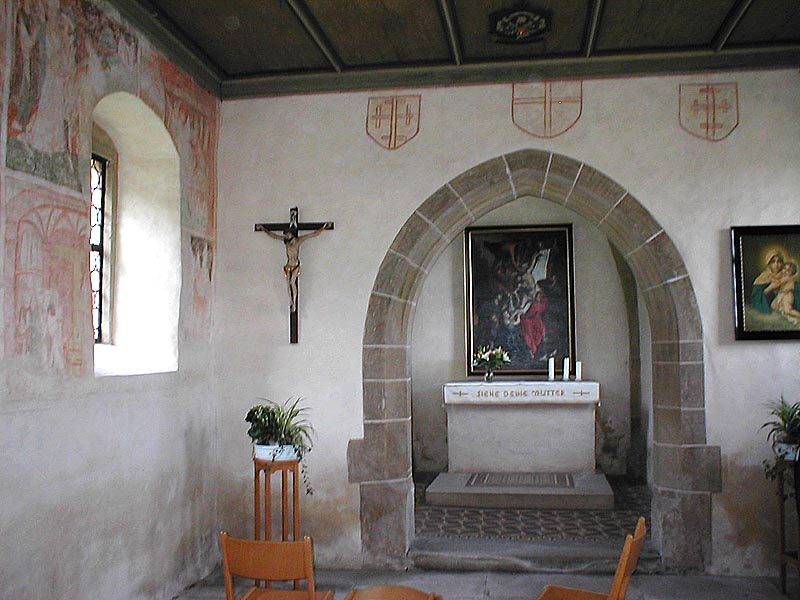
Innenansicht

Die Kapelle heißt heute Kreuzkapelle (oder auch Heiligkreuzkapelle), da in ihr die Kreuzfindungslegende in einem 14 Einzelbilder umfassenden, nachträglich auf 1485 datierten Wandgemälde an einer Längsseite dargestellt ist. Eines der Bilder, das eine Szene mit der Königin von Saba und König Salomo zeigt, wurde von dem unbekannten Künstler vor der Silhouette der nahen Pfalz Wimpfen angesiedelt und gilt als eine der ältesten Darstellungen Wimpfens überhaupt. Die gegenüberliegende Wandseite zeigt zwei weitere Wandgemälde: eine aufgrund des Gesichtsausdrucks der Dargestellten als herausragend geltende Kreuzigungsszene sowie eine Schutzmantelmadonna mit Stifterfiguren. Weitere Malereien in den Fensterlaibungen zeigen Heiligendarstellungen, darunter einen Heiligen mit durchbohrter Brust und die heilige Anna, von der sich auch die weitere Bezeichnung Annakapelle ableitet. Eine Sanierung der stark ausgeblichenen Wandmalereien wurde aus Gründen der Wahrung der Authentizität der Kapelle verworfen.
Das eine Kreuzigungsszene darstellende Ölgemälde über dem Altar ist die Kopie des im späten 20. Jahrhundert gestohlenen Originals.
Die gotische Pietà in der Duttenberger Kilianskirche soll sich ursprünglich auch in der Kreuzkapelle befunden haben.

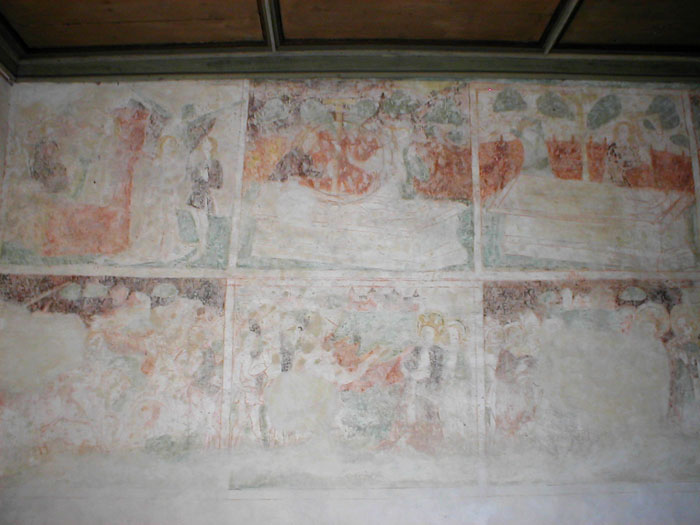
Kreuzfindungslegende, 6 von 14 Bildern
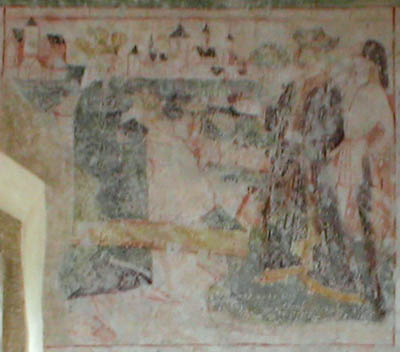
Detail des Kreuzfindungszyklus mit Darstellung von Wimpfen
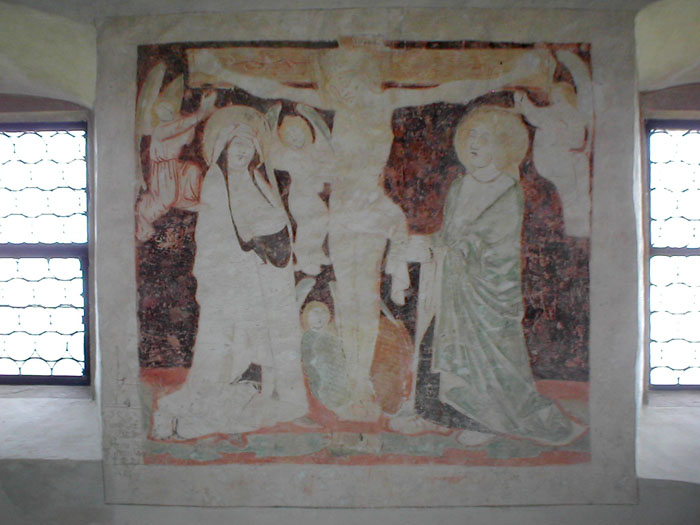
Kreuzigungsszene

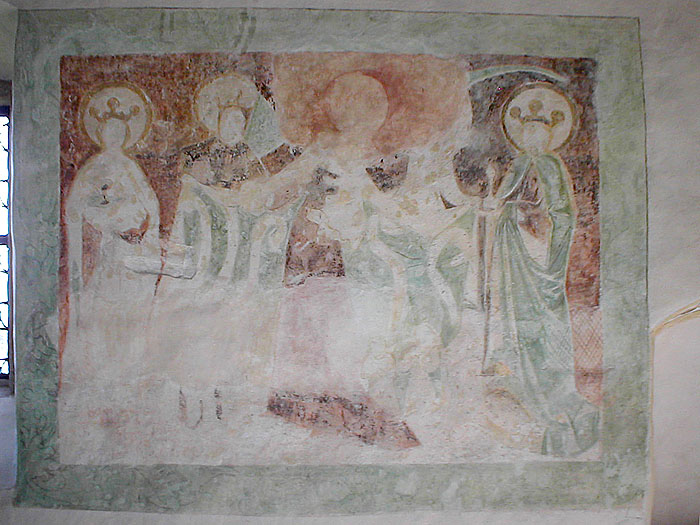
Schutzmantelmadonna mit Stifterfiguren
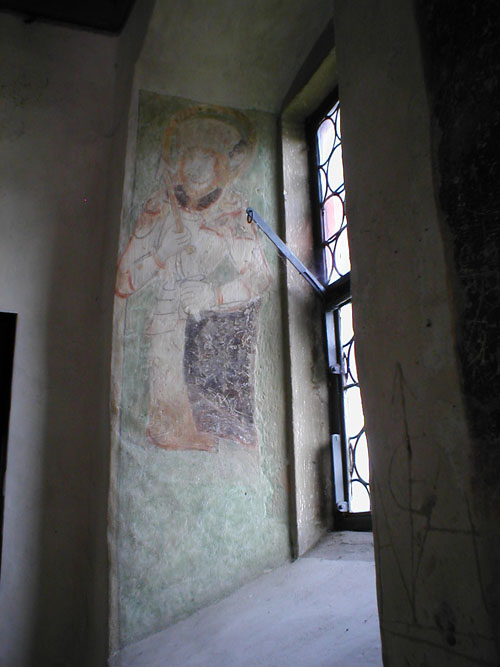
Heiligenbild in Fensterlaibung
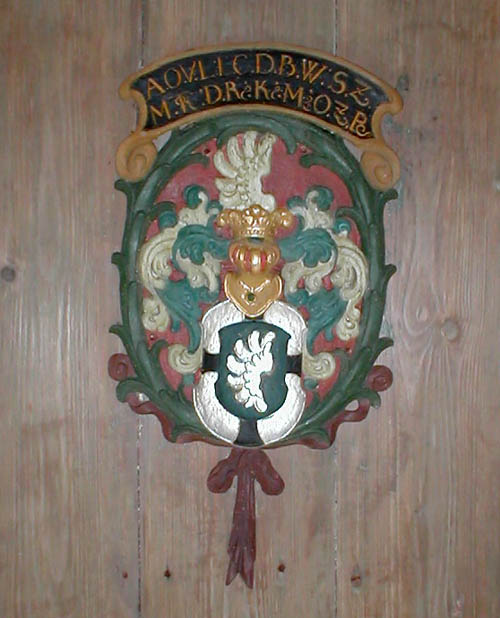
Wappen des Deutschordenskomturen